# Монтт, Педро
Педро Элиас Пабло Монтт Монтт (исп. Pedro Elías Pablo Montt Montt; 29 июня 1849, Сантьяго, Чили — 16 августа 1910, Бремен) — чилийский государственный деятель, президент Чили (1906—1910). 

## Биография
Родился в семье Мануэля Монтта Торреса, президента Чили (1851—1856). В 1870 г. окончил юридический факультет Чилийского университета.
Вступив в Национальную партию, вскоре стал ее председателем. В 1879 г. был избран в Палату депутатов.
В 1885—1886 гг. — председатель Палаты депутатов.
Входил в правительство страны:
- 1887—1887 гг. — министр юстиции и народного просвещения, на этом посту инициировал реформу образования, основав учебные заведение для подготовки педагогического состава,
- 1887—1889 гг. — министр промышленности и общественных работ. Начав работу по созданию системы канализации Сантьяго и инициировал проект по строительству 400 км железных дорог, защищая идею продольной линии в противовес идее строительства поперечных дорог,
- 1889 г. — министр финансов Чили. Предложил облагать налогом наследство и уменьшить таможенные пошлины.

В 1899 г. был вновь назначен председателем Палаты депутатов. Участник Гражданской войны в Чили. От имени правительства Монтт, свободно владевший английским, французским и немецким языками, отправился в дипломатическую миссию в Перу, США и Европу. После победы революционных сил в 1891 году президент Хорхе Монтт Альварес назначил его министром внутренних дел. В 1900 г. стал сенатором.
Занимался адвокатской деятельностью, представляя иностранные фирмы, являлся главным юристом Casa Grace y Co. Был членом Комитета по здравоохранению (1887), Совета по народному просвещению (1896—1902) и Сбербанка Сантьяго (1902).
На президентских выборах 1901 г. уступил Херману Риеско. В 1906 г. был избран президентом Чили. На протяжении всего срока полномочий подвергался ожесточенной оппозиции со стороны парламента.
Среди основных законов его администрации:
- Закон «Oб установлении воскресного отдыха», который установил обязательный воскресный отдых для женщин и детей в возрасте до 16 лет, остальным категориям граждан в этом было отказано
- Закон «O государственной канализации», который разрешил президенту заключить публичный тендер на строительство канализационных сетей в городах с населением более чем десять тысяч жителей
- Закон «O модернизации города Сантьяго», который регулировал строительство зданий, открытие, расширение, объединение, расширение или ректификацию[что?] улиц, проспектов и площадей, а также создание новых парков и общественных пространств в городе Сантьяго
- Закон «О создании Национального сберегательного фонда», который объединил различные сберегательные банки и вывел их под юрисдикцию Ипотечного фонда.

Его инаугурация 18 сентября 1906 г. была омрачена сильным землетрясением, которое вызвала значительные разрушения в районе вокруг Вальпараисо. Поэтому главной задачей нового правительства стала организация восстановительных работ.
Во внешней политике добился значительного улучшения отношений с соседней Аргентиной, кульминацией этого курса стал его визит в Буэнос-Айрес на мероприятия, посвященные 100-летию образования сопредельного государства. Также стабильными оставались отношения с Боливией. Однако территориальный спор и ряд конфликтов с Перу привел к приостановке дипломатических отношений в 1909 г. Взаимоотношения с Соединенными Штатами ухудшились после поддержки американцами финансовых требований к Чили по итогам Второй тихоокеанской войны.
В период его правления расширялась сеть автомобильных и железнодорожных дорог. Развивались учреждения образования и культуры, был открыт Музей Академии изобразительных искусств Сантьяго (Escuela and Museo de Bellas Artes).
Однако его администрация игнорировала нарастание социальных проблем, вызванных бедственным положением трудящихся, прежде всего горняков. В 1907 г. усилилось забастовочное движение. Шахтеры и члены их семей (почти десять тысяч человек), расположились в Икике перед головным офисом горнодобывающей компании. К ним присоединились работники других отраслей. 20 декабря 1907 г. военные приступили к подавлению протестов и убили шестерых рабочих. Их похороны на следующий день вылились в политическую демонстрацию. В городе были приостановлены конституционные свободы и в ходе последующих силовых действий были убиты от 130 до тысячи человек.
Протесты привели к кризису угольной отрасли, правительство было вынуждено начать денежную эмиссию, что привело к инфляционному скачку. Между 1903 и 1907 гг. цена на бобы выросла на 36 %, пшеницу — до 110 %, мясо — до 125 %. Четырехлетний период его правления характеризовался постоянным дефицитом бюджета. Внешний долг вырос на 19 %, достигнув 25 000 000 фунтов стерлингов. Внутренняя задолженность в свою очередь увеличилась на 20 %, достигнув 179 000,00 песо.
В 1910 г. президент серьезно заболел, его врачи посоветовали ему уйти в отставку и отправиться на лечение в Европу. В июле 1910 г. он отправился в Германию, где и скончался 16 августа 1910 г. в Бремене после перенесенного сердечного приступа.